# Farkharān
Farkharān (persiska: فرخزان, Farkhazān, فرخران) är en ort i Iran.   Den ligger i provinsen Östazarbaijan, i den nordvästra delen av landet, 500 km nordväst om huvudstaden Teheran. Farkharān ligger 1 779 meter över havet och antalet invånare är 341.
Terrängen runt Farkharān är kuperad västerut, men österut är den platt. Farkharān ligger nere i en dal.Runt Farkharān är det ganska glesbefolkat, med 27 invånare per kvadratkilometer. Närmaste större samhälle är Anderyān, 17,4 km väster om Farkharān. Trakten runt Farkharān består i huvudsak av gräsmarker.